# 西田信春
西田 信春（にしだ のぶはる、1903年1月12日 - 1933年2月11日）は、日本の戦前の社会運動家・平和運動家。

## 経歴
北海道新十津川村出身。出生は岩見沢市で4歳から新十津川で幼児期をすごす。札幌第一中学校、第一高等学校を経て東京帝国大学文学部倫理学科に入学。東大時代はボート部に所属し、社会科学、社会主義を学ぶ。小樽高等商業学校での軍事演習に対する抗議行動に端を発した軍事教育批判が全国の大学に広がる中、治安維持法改悪により私有財産制の否定や平和運動が処罰の対象となった1925年秋、新人会に参加し、石堂清倫らと活動を始める。1926年5月より大衆教育同盟本部書記などを務め、社会科学研究会でも活動。1925年から1926年1月にかけて「青年夏季学校」の一員として雨竜村の小作争議、蜂巣賀農場に応援に入る。1926年4月より、石堂とその妹千代とともに東京市本郷区森川町に暮らしていた。
1927年2月、新人会で「ファシズムについて」と題する講演を開催。
1927年4月、大学卒業とともに全日本鉄道従業員組合本部書記となり、東京の各支部を指導。田中義一施政下の東方会議で満州制服は決定されていたが、西田は全身全霊で反対していた。
1927年12月、幹部候補生として京都の伏見連隊に入隊。1928年12月除隊。1929年1月、無産者新聞編輯局員となった。同年2月渡辺政之輔・山本宣治労農葬打合せ会議に出席して検束され、29日間拘留された。同年3月20日、日本共産党に入党、翌月四・一六事件で検挙された。1931年11月保釈出所。
1932年、治安維持法違反により裁判所は西田欠席のまま西田に対し懲役5年の判決を下したが、西田は逃亡中であった。同年4-7月、三・一五事件、四・一六事件公判対策委員会の活動に従事し、8月より党中央の指示で九州各県の党再建の責任者として活動、12月九州地方委員会を確立し委員長に就任。
1933年2月10日「九州地方空前の共産党大検挙」と報じられた弾圧（検挙者508人）で検挙され、福岡警察署で十数時間に及ぶ拷問を受けるが黙秘を貫き、翌日午前深夜に虐殺された。遺体は九州帝国大学法医学教室で解剖され、鑑定書で「氏名不詳」の「病死」「急死を招来すへき特異体質を有するを以て、恐らく精神の興奮等精神神経の刺戟により急に心臓機能の停止を来し、死に至りたるもの」とされ、遺骨は「犯人不明障害致死被疑事件被害者氏名不詳者の死体」「行旅物故者共同納骨」として福岡市内の無縁墓地に葬られた。氏名不詳とされた事実は、西田が拷問に堪え口を割らなかったことを証明している。

## 没後
没後明らかになった特高警察による公文書によれば、西田の「解剖報告書」は以下の通りであり、下線部分は特高警察により改竄された部分であった。
戦後しばらくの間、警察のスパイだという説があったが、1957年になって、当時特高警察が医師を欺き「死を永久に闇に葬るつもり」であったなどの真相が明らかになり、同4月16日付「アカハタ」は「二十数年ぶりに判る―故西田信春氏虐殺当時の模様」の記事を掲載。1970年、山岸一章『革命と青春―日本共産党員の群像』（新日本出版社、新日本選書）に評伝が書かれ、また、石堂清倫・中野重治・原泉編『西田信春書簡・追憶』（土筆社）が刊行された。1990年、郷里の新十津川町に「西田信春碑」が作られ、毎年2月11日、碑前祭が開かれている｡

## 戦後政治への影響
2012年12月、札幌市議会に、西田信春の虐殺事件をふまえた「治安維持法犠牲者国家賠償法（仮称）制定を求める意見書」（意見書案第6号）が民主党・市民連合、公明党、日本共産党、市民ネットワーク北海道各所属議員全員によって提出され、賛成多数により可決された。意見書可決を受け、市議会は意見書を衆議院議長・参議院議長・内閣総理大臣・総務大臣に提出した。